# استاتیوس انطاکیه
استاتیوس انطاکیه (انگلیسی: Eustathius of Antioch; ۱ ژانویهٔ ۰۳۰۰ – Circa 360 A.D.) کشیش، و پاتریارک در کلیسای ارتدکس شرقی بود.